# سبيوليت
السبيوليت هو معدن من معادن السيليكات صيغته Mg4Si6O15(OH)2·6H2O ويعرف أيضاً وفق التسمية الألمانية meerschaum رغوة البحر.
تتبع بلورات هذا المعدن النظام البلوري المعيني القائم.
ورد ذكر الاسم الألماني Meerschaum في وصف المعدن سنة 1788 في منشورات أبراهام فيرنر وهي ترجمة من اللاتينية spuma maris والتي تشير إلى الطبيعة الصابونية المسامية لهذا المعدن. أما اسم سبيوليت فأطلقه عليه الجيولوجي إرنست فريدريش غلوكر Ernst Friedrich Glocker سنة 1847 وذلك من الإغريقية sepion بمعنى لسان البحر وlithos بمعنى صخر.